# 구리쿠마촌
구리쿠마촌(일본어: 栗熊村)은 일본 가가와현 아야우타군에 설치되었던 촌이다. 현재의 마루가메시에 해당한다.

## 역사
- 1890년 2월 15일 - 정촌제 시행에 수반해 아야군 구리쿠마촌이 성립하였다.
- 1899년 4월 1일 - 아야군, 우타리군이 합병해 아야우타군이 되었다.
- 1951년 4월 1일 - 도미쿠마촌과 합병해 구마타마촌이 되어 소멸하였다.

## 참고 문헌
- 角川日本地名大辞典編纂委員会, 『角川日本地名大辞典 43 香川県』, 1985, 角川書店
- 愛郷同志会 編『香川年鑑』 昭和26年、愛郷同志会、香川郡雌雄島村女木島、1951年1月31日。 NCID BB10789342。